# چشم‌انداز باغ روندهی
چشم‌انداز باغ روندهی عنوان فیلمی است کوتاه و صامت به کارگردانی لویی لو پرنس. این فیلم محصول سال ۱۸۸۸ میلادی است. چشم‌انداز باغ روندهی در ۱۲ فریم در ثانیه ضبط شده‌است و زمانش ۲/۱۱ ثانیه است. این فیلم نخستین ویدئو بازمانده در دنیا است. نام این فیلم در رکوردهای جهانی گینس ثبت شده‌است.